# 糖果屋

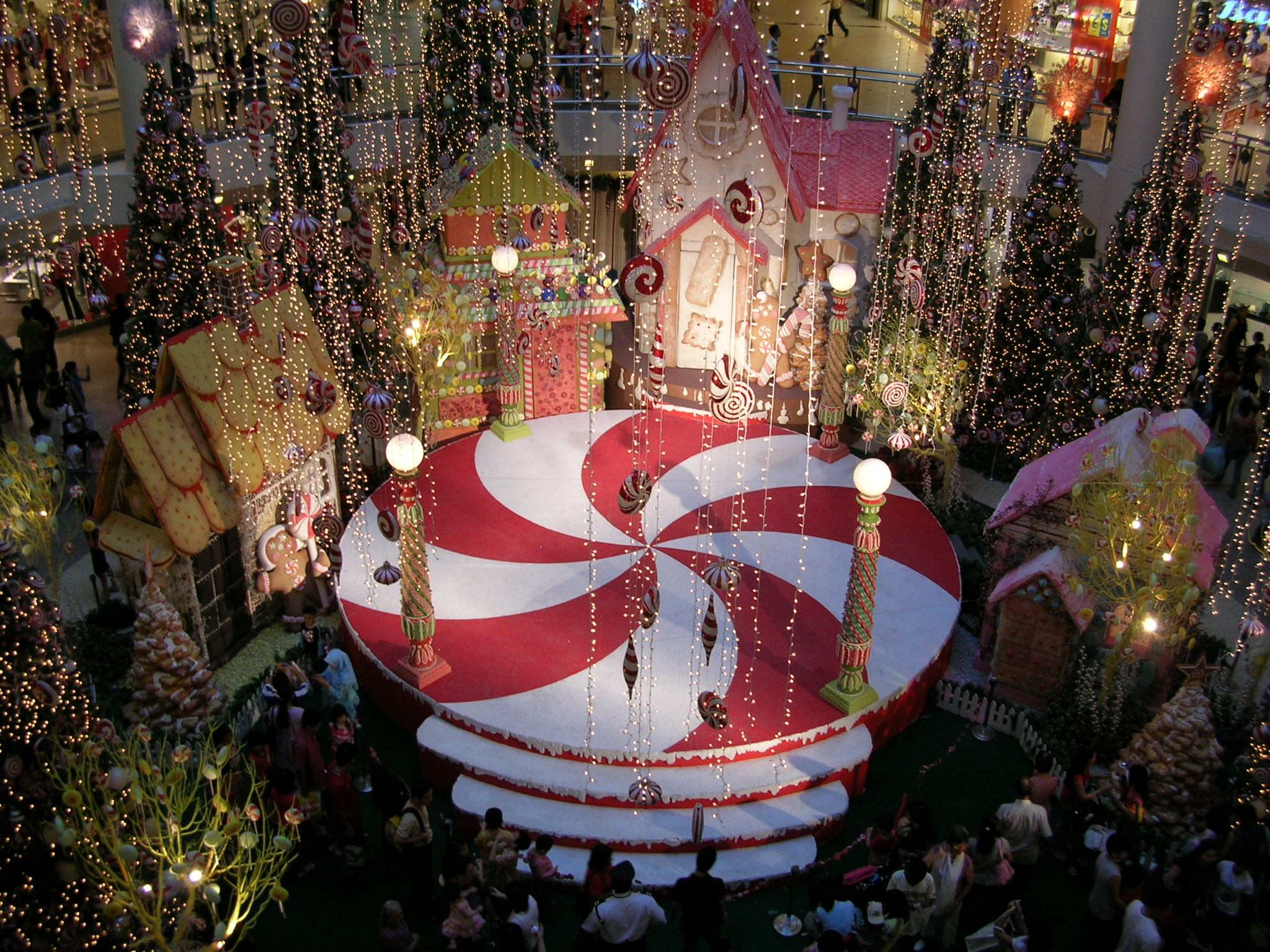
糖果屋主題的百貨公司裝潢

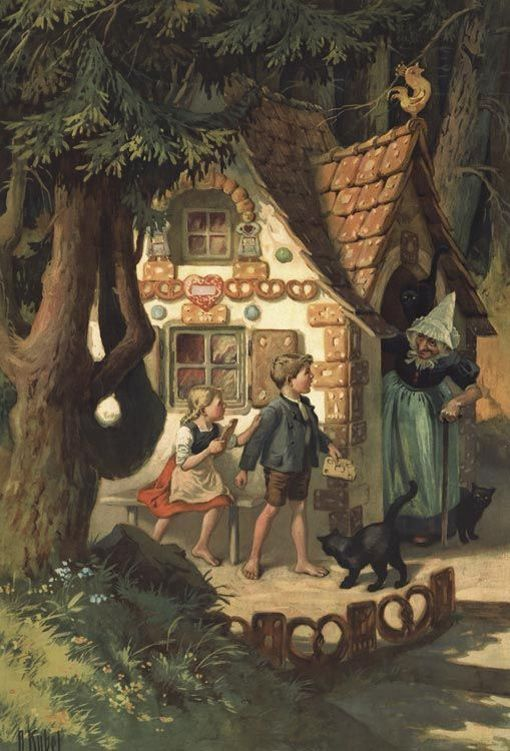
奥托-库贝尔 (1868 - 1951)

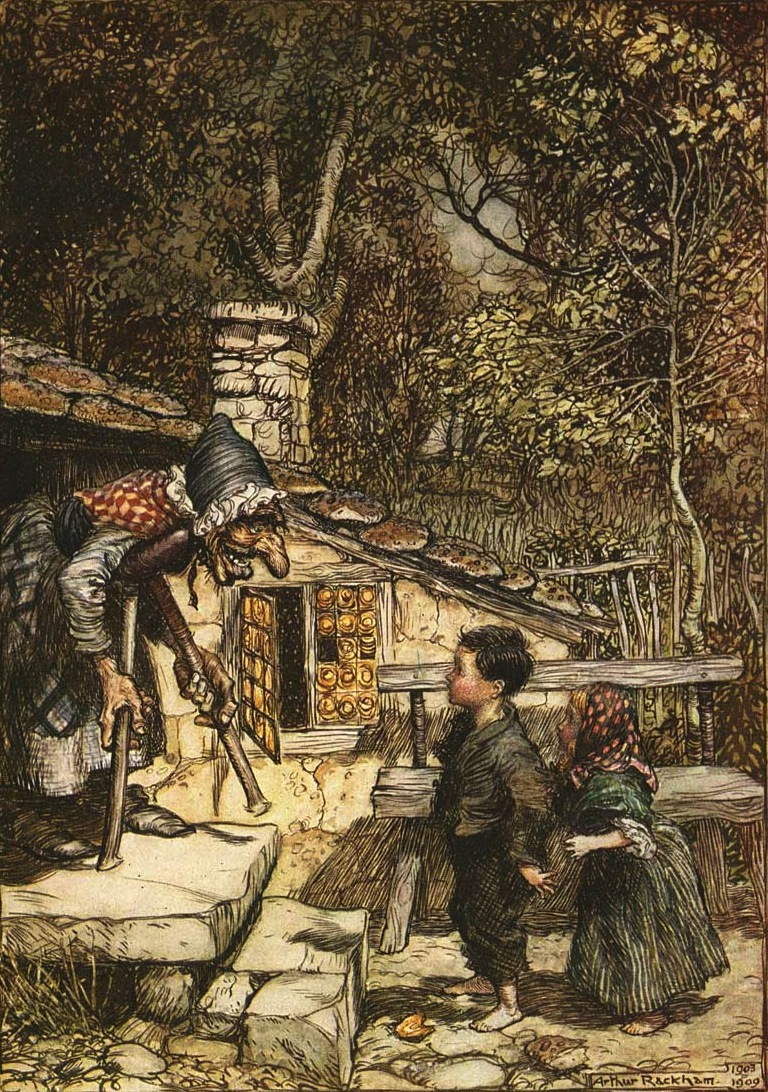
Arthur Rackham在1909年的畫作。

《糖果屋》又译《漢賽爾与葛麗特》（德語：Hänsel und Gretel），是一则由格林兄弟所收錄德國童話。

## 故事
漢賽爾與葛麗特是貧窮伐木工人的小孩。由於害怕食物不足，木工的妻子，也就是小孩們的繼母，說服木工將小孩帶到森林，並將他們遺棄。漢賽爾與葛麗特聽到了他們的計畫，於是他們事先收集了小石頭，把石頭扔在地上，這樣他們就能沿小石頭找到回家的路。在他們回來後，他們的繼母再度說服木工將他們丟在森林；這次，他們沿路布置的是麵包屑。不幸的是，麵包屑被森林中的鳥兒吃掉了，於是漢賽爾與葛麗特在森林中迷路了。
在森林中，他們發現了一個用麵包做的房屋，窗戶是糖果做的。房子的主人是一個老婦人，她邀請他們進去屋內並盛宴款待他們。不過，那老婦人其實是一個壞巫婆，她建了這個房屋來引誘小孩子，這樣她就可以把小孩子養肥，並宰來吃掉。她把漢賽爾關起來，並要葛麗特為她服務，並要她給漢賽爾吃很多食物把他養肥，巫婆每次都會到漢賽爾的牢房叫他把手指伸出來，看看是否胖了起來，漢賽爾都會故意偷偷把細小的骨頭拿出去，巫婆因為年紀大，視力不好，以為那些小骨頭是漢賽爾的手指，已經吃那麼多竟然沒胖起來，巫婆再也等不及，決定直接把漢賽爾煮來吃。當她在準備把漢賽爾煮來吃時，她要葛麗特爬進爐中去確認，不過葛麗特猜巫婆是要把她烤來吃，於是她騙巫婆爬進爐中，並把巫婆活活燙死。
孩子們找到並且拿走巫婆屋內所有的珠寶後，他們找到回家的路，並與他們的父親重聚，這時孩子們的繼母已經死了，從此他們過著幸福快樂的生活。

## 来历与分析
和糖果屋的故事类似的有一类欧洲传说。在这类传说中，孩子落入坏人手中，后来又欺骗了他们。他们落入困境通常出于无心。这和一些英雄题材的传说不同。在那类传说中，英雄为了获得财宝，参加流血运动或者寻求荣耀主动挑战怪物或者坏人。格林兄弟是在卡塞尔附近的邻家小女孩Henriette Dorothea (Wild) Grimm 那里聽到这个故事的（这位小女孩是格林兄弟妹妹的朋友，后来成了威廉·格林的夫人），但是构成这个故事的元素几乎在整个世界都有，这使得这个故事的起源难以分辨。
這個童話的格林兄弟版本已经成了一个对于19世纪的读者而言轻松愉快的故事。然而很多批评人士认为其原始的版本可能源于中世纪的艰苦生活中由于饥荒而引起的普遍遗弃行为，起到训诫小孩的作用。在格林兄弟的第一个版本中，没有继母这个角色，劝说父亲遗弃两个孩子的是孩子的亲生母亲。后来版本修改成继母应该是考虑了社会影响，类似于对白雪公主的修改。
在故事中，孩子的母亲或继母恰好在孩子们杀死女巫后死去。这似乎暗示母亲或继母和女巫原本是同一个角色。在这个故事的一个俄罗斯变体中，孩子的魔鬼继母（木匠的妻子）要她的继女到森林中为她的生女借光，而她的生女是芭芭雅嘎，一种食人女巫。这个故事同样涉及到食物、饥饿，以及让孩子吃掉房子以便女巫吃孩子的情节。
这个童话按照AT分类法属于327A类，这一类故事通常涉及到超自然的魔鬼。

## 衍生作品
- 该故事被德国作曲家洪佩尔丁克配乐成为歌剧《漢賽爾與葛麗特》。
- 女巫獵人：2013年電影。敘述「糖果屋」故事發生後的15年，韓賽爾與葛蕾特這對兄妹成為專門消滅世界各地女巫的獎金獵人。
- 香港音樂組合per se以此故事為藍本的歌曲《粉碎糖果屋》(feat. Serrini)。